# 뭉툭주둥이큰도마뱀붙이
뭉툭주둥이큰도마뱀붙이(Rhacodactylus trachycephalus)는 보통 레서 러프스나우트 자이언트 게코(lesser rough-snouted giant gecko), 드워프 러프스나우트 자이언트 게코(dwarf rough-snouted giant gecko), 터프스나우트 자이언트 게코(tough-snouted giant gecko)라 불리며, 누벨칼레도니의 섬들 중 두 작은 영역에 고유한 도마뱀붙이류의 일종이다. 몸뚱이는 평균적으로 10cm까지 자라며, 다양한 색깔의 모자이크 무늬를 띈다. 뭉뚝주둥이큰도마뱀붙이는 근연종이지만 덩치가 더 크고, 눈에 띄는 차이점이 여러 가지 있다. 뭉툭주둥이는 태생하며, 해마다 한두 마리의 새끼를 낳는다. 좁아터진 습한 서식지를 취약하게 만드는 이유는 다양하다. 뭉툭주둥이는 서식지 감소, 낮은 번식률, 작은 개체군으로 인해 전 세계에서 제일 희귀한 도마뱀붙이류 중 하나다.

## 분류
Rhacodactylus trachycephalus was originally described by George Albert Boulenger in 1878. It was described as Chameleonurus trachycephalus the same year, also by Boulenger. In 2005, it was named as R. trachyrhynchus trachycephalus, a subspecies of Rhacodactylus trachyrhynchus, by Myers and again by Yuri Kaverkin in 2009. It was assigned to genus Rhacodactylus by Aaron M. Bauer in 2012, a treatment that produced the combination Rhacodactylus trachycephalus.

## 외형
뭉툭주둥이의 몸뚱이는 10cm에 이르며, 주둥이-항문 길이는 14cm를 넘지 않고, 꼬리길이는 몸뚱이와 비슷하다. 몸에는 흰색, 갈색, 회색, 녹색의 다양한 색조가 어우러진 모자이크 무늬가 아로새겨져있다. 발가락은 다소 넓적하고 꼬리로 매달릴 수 있다.
뭉툭주둥이는 뭉뚝주둥이와 근연종이지만 몇 가지 눈에 띄는 차이점이 있다. 특히 뭉뚝주둥이는 뭉툭주둥이보다 덩치는 큰데 눈은 작고, 몸통가운데(midbody)에 비늘줄(scale row)이 많으며, 눈과 콧구멍 사이에도 비늘이 많고 크기도 크다.

## 습성
리치도마뱀붙이속 중 뭉툭주둥이, 뭉뚝주둥이만이 태생한다. 새끼를 낳는 도마뱀붙이류는 뉴질랜드에 서식하는 종류 말고는 없다. 뭉툭주둥이는 보통 해마다 두 마리 이상을 낳지 않으며, 이 처참할 정도로 낮은 번식률이 왜 뭉툭주둥이가 이리도 희귀한지 어느 정도 설명해줄 것이다. 온도와 습도를 높이기 위해 피난처에 여러 마리가 모여 쉬기도 하는데, 도톰꼬리도마뱀붙이도 비슷한 습성이 있다. 뭉툭주둥이는 가족과 함께 나무구멍에서 잠을 청한다.

## 분포, 보존
뭉툭주둥이는 누벨칼레도니에만 서식하는 희귀종이다. 분포 영역은 극단적으로 제한되어있으며, 일데팡(:en:Ile des Pins)의 좁은 구역, 그 해안가에 있는 작은 섬의 습한 숲에 서식한다. 해안가의 작은 섬은 너무 작아서 단 한 번의 재앙으로 모든 개체가 죽어버릴 수도 있으며, 두 개체군 모두 극단적으로 취약하다.
뭉툭주둥이는 IUCN 적색 목록에 등재되어있지 않지만, 북부주에서는 보호받는다. Endemia.nc는 이 종을 절멸위급종으로 분류하였다. 뭉뚝주둥이는 불법거래, 서식지 파편화로 고통받으며, 전기개미(:en::en:Wasmannia auropunctata)의 서식지 침략은 특히 해안가에 서식하는 개체들에게 문제가 된다. 고양이와 설치류도 뭉툭주둥이를 노리며, 알, 유체, 성체를 가리지 않는다. 이리하여 뭉툭주둥이는 오늘날 세계에서 제일 희귀한 도마뱀붙이류 중 하나가 된 것이다.